# 南通文峰塔
南通文峰塔位于中国江苏省南通市崇川区古城东南濠河畔、文峰路北侧，为五层六面的砖木结构楼阁式塔，南通三塔之冠（另两塔为天宁寺光孝塔和广教寺支云塔），登塔可俯瞰南通全城。
该塔为明万历四十六年（1618）为“补山水之形胜，助文风之盛兴”而建，原在五福寺内。塔高39米，每层辟有一门两窗，门窗上下交错隐现，自第三层起立中心柱至塔顶与刹相接，塔刹高10.33米，刹杆穿以七重相轮。清嘉庆二十五年（1820）大修，1949年后也曾两度修理。今在塔院内辟有个簃艺术馆，藏有南通籍书画家王个簃的200余幅书画作品及其珍藏的历代名人字画。